# Дикарбид празеодима
Дикарбид празеодима — бинарное неорганическое соединение 
металла празеодима и углерода
с формулой PrC2,
жёлтые кристаллы,
реагирует с водой.

## Получение
- Нагревание в атмосфере водорода празеодима с углеродом в электрической печи:

{\displaystyle {\mathsf {Pr+2C\ {\xrightarrow {2300^{o}C}}\ PrC_{2}}}}

## Физические свойства
Дикарбид празеодима образует жёлтые кристаллы 
тетрагональной сингонии,
пространственная группа I 4/mmm,
параметры ячейки a = 0,38517 нм, c = 0,64337 нм, Z = 2,
структура типа карбида кальция CaC2
.
Соединение конгруэнтно плавится при температуре 2320°С, а
при температуре 1145°С происходит фазовый переход в кубическую сингонию, пространственная группа F m3m, .
При температуре выше 1000°С имеет область гомогенности около 1÷2 ат.%..
При температуре 7 К (или 15 К) переходит в антиферромагнитное состояние.

## Химические свойства
- Реагирует с водой:

{\displaystyle {\mathsf {4PrC_{2}+12H_{2}O\ {\xrightarrow {}}\ 4Pr(OH)_{3}+3C_{2}H_{2}+C_{2}H_{6}}}}